# Maria Rosa Ferrer Obiols
Maria Rosa Ferrer i Obiols, también conocida como Rosa Ferrer (Seo de Urgel, 23 de abril de 1960 - Andorra la Vieja, 10 de febrero de 2018), fue una política y abogada andorrana. Ocupó el cargo de Cónsul Mayor de Andorra la Vieja hasta el 23 de enero de 2015 y fue  Consejera General (diputada) del Consejo General de Andorra en tres ocasiones. Lideró, además, el partido Coalició d'Independents per Andorra la Vella o CD'I per Andorra la Vella , con el que ganó las elecciones comunales de 2011. En las elecciones nacionales de 2015 se presentó en coalición con Demòcrates per Andorra, ganando nuevamente un escaño en el Consejo General de Andorra. 
El 21 de abril de 2015, ocupó el cargo de Ministra de Sanidad, Bienestar y Ocupación del Principado de Andorra.
El 15 de diciembre de 2015, presentó su dimisión a Antoni Martí Petit tras la ruptura de la coalición formada por Coalició d'Independents per Andorra la Vella, partido que ella lideraba, y Demòcrates per Andorra.
Desde el año 2015 ejerció la abogacía en el Principado de Andorra hasta su fallecimiento el 10 de febrero de 2018.

## Biografía
Nacida en Andorra la Vieja, pasa su infancia en el Principado, y se licencia en Derecho por la Universidad de Barcelona. Comienza su carrera en el ámbito jurídico en 1979, trabajando para el Tribunal de Corts del Principado de Andorra en tanto que oficial de justicia. Más tarde, trabajó como Jefa de Servicio en la Secretaría General del Gobierno de Andorra. También trabajó en el sector privado, ofreciendo sus servicios de abogada a través de dos bufetes andorranos. 
A partir de 1983 inicia su carrera política, participando en el equipo del partido Renovació Parroquial. Más tarde, se convierte en miembro de Entesa i progrés y, posteriormente, en militante de Nueva Democracia, ambos partidos políticos andorranos presentes en el espectro de los años 80 y 90. En 2001 se convierte en una de las fundadoras del Partido Socialdemócrata de Andorra, del cual fue Secretaria de Organización y, posteriormente, Responsable de las Relaciones Internacionales frente a la Internacional Socialista y frente al Partido Socialista Europeo.
Su trayectoria política siempre ha estado vinculada a la política nacional, que la llevó desde 1994 y en diversas ocasiones, a ser Consejera General (diputada) del Consejo General de Andorra: entre 1994 y 1997, años en los que fue Secretaria del Síndico General (Presidente del Parlamento) y representante de las mujeres parlamentarias andorranas en la Unión Interparlamentaria; entre 1998 y 2001 fue Presidenta de la Comisión Legislativa de Economía y, nuevamente representante de las mujeres parlamentarias andorranas ante la UIP y, finalmente, entre 2005 y 2007, devino Presidenta de la Comisión Legislativa de Exteriores y coordinadora de la campaña contra la violencia doméstica en la Asamblea Parlamentaria del Consejo de Europa. 
El 2 de diciembre de 2007 encabeza la lista electoral del Partido Socialdemócrata de Andorra para las elecciones comunales, ganándolas y convirtiéndose en Cónsul Mayor de Andorra la Vieja. 
En 2011, tras fundar su propio partido dos meses antes, se presenta a las elecciones comunales con el mismo,  CD'I per Andorra la Vella y vence en los comicios, convirtiendo el Comú de la capital como el único no gobernado por el partido del Gobierno, vencedor en el resto de municipios. 
El 22 de enero de 2015 decide renunciar al cargo de Cónsul Mayor de Andorra la Vieja para presentarse a las elecciones nacionales del 1 de marzo del mismo año, en las que se presenta en coalición con Demòcrates per Andorra, sucediéndola en tanto que Cónsul Mayor el hasta entonces Cónsul menor, Jordi Ramon Minguillón Capdevila, el 5 de febrero de 2015. 
El 1 de marzo de 2015 sale elegida, junto con el hasta entonces Ministro de Hacienda, Jordi Cinca Mateos, Consejera General, regresando al Consejo General de Andorra después de 11 años en el ámbito local.
Desde el 1 de abril de 2015, ocupa el cargo de Ministra de Relaciones Institucionales, Servicios Sociales y Ocupación del Principado de Andorra, cargo que se ve modificado el 21 de abril de 2015 para pasar a ser Ministra de Sanidad, Bienestar y Ocupación del Principado de Andorra, pasando las Relaciones Institucionales a los servicios del Cap de Govern. El 4 de enero de 2016 dimite del cargo por discrepancias en la gestión política del Gobierno.

## Distinciones honoríficas
A lo largo de su trayectoria profesional, Maria Rosa Ferrer ha recibido las siguientes condecoraciones:
- Dama Gran Oficial de la Orden del Infante Don Enrique, concedida por el Presidente de la República Portuguesa el 10 de junio de 2011.

- Dama de la Legión de Honor, concedida por el Presidente de la República Francesa y Copríncipe de Andorra el 24 de enero de 2013.

- Huésped Distinguida del municipio de Morelia, México, el 17 de septiembre de 2014.